# Le Cannet-des-Maures
Le Cannet-des-Maures település Franciaországban, Var megyében. Lakosainak száma 4866 fő (2022. január 1.). Le Cannet-des-Maures Le Thoronet, La Garde-Freinet, Lorgues, Le Luc, Les Mayons és Vidauban községekkel határos.

## Népesség
A település népességének változása:
| Lakosok száma | 4345 | 4356 | 4389 | 4300 | 4282 | 4279 | 4325 | 4592 | 4866 |
|               | 2013 | 2015 | 2016 | 2017 | 2018 | 2019 | 2020 | 2021 | 2022 |